# Cipal plutaš
Cipal plutaš (lat. Oedalechilus labeo) najmanji je cipal u Jadranskom moru. Ima nekoliko drugih naziva kao što su ludaš, luskavac, pesnjak, glibavac. Naraste do 25 cm i do 0,2 kg težine.
Svoje ime je dobio po karakterističnom ponašanju, a to je da pliva na samoj površini mora, u plićaku, te među stijenama. Tu lovi manje organizme pri površini ili čisti alge s kamenja. Mrijesti se krajem ljeta ili početkom jeseni.
Najčešće ga se nalazi na dubinama do 15 m, na području cijelog Mediterana (osim Crnog mora) ta na malom području Atlantika, oko Maroka i Gibraltara. Ne zalazi u rijeke iako je čest na ušćima rijeka, te na ispustima kanalizacije, gdje je voda bočata.